# Білобожницька загальноосвітня школа
Білобожницька загальноосвітня школа I—III ступенів — навчальний заклад у селі Білобожниця Чортківського району Тернопільської області.

## Історія

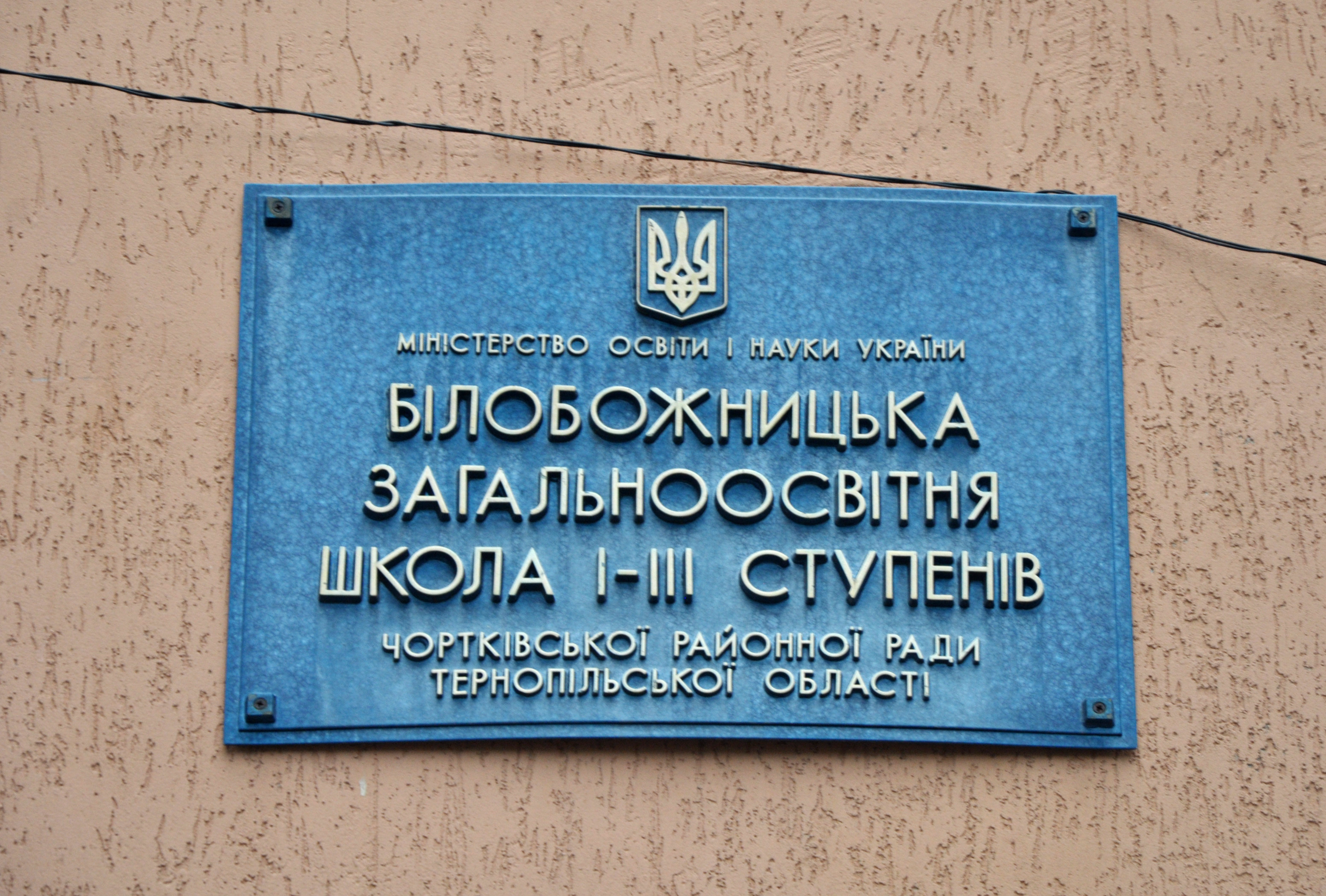
Вивіска

Перші згадки про школу датуються серединою ХІХ ст. і пов'язані з ім'ям учителя Коструби.
У 1932—1933 роках спеціального приміщення для навчання не було, а тому заняття проходили у сільських будинках.
У 1934 році добудовано двоповерховий корпус школи.
У 1939 році  навчання почалося українською мовою.
У 1941—1944 році  школа не працювала, через Другу світову війну.
1 вересня 1944 році  школа відновила свою роботу.
У 1954 році  відкриття новозбудованого корпусу.
У 1975 році  добудовано спортивний зал.
У 1981 році побудовано шкільну їдальню.
У 2001 році  газифіковано школу.

## Гуртки та секції
Для розвитку і вдосконалення учнів у школі діють гуртки та секції:
- Науково-технічний;
- Еколого-натуралістичний;
- Туристсько-краєзнавчий;
- Художньо-естетичний;
- Фізкультурно-спортивний.

## Сучасність
У 11 класах школи навчається 212 учнів, у школі викладають англійську мову.  
Від 1994 року до 2019  перервами у школі працював Олег Барна — український громадсько-політичний діяч, правозахисник, педагог, учасник російсько-української війни, народний депутат восьмого скликання. 
24 лютого 2024 року на фасаді школи встановили меморіальну дошку Олегу Барні.

## Культурні заходи
У жовтні 2022 року в школі відбулися покази відеоуроків з циклу "Знання під час війни".
У лютому 2024 року в школі відбувася кіномарафон "Синьо-жовта стрічка".
Педагогічний колектив складається з 31 педагога.
Директори
- пан Сулятицький;
- С. Вількушевська;
- В. Дмитренко;
- А. П. Чоловський;
- М. С. Починок;
- В. Д. Шевчук;
- М. Б. Матковська— (2000—2013);
- Лідія Лесик — 2013-[5]

## Гімн школи
Слова педагога-організатора Білобожницької ЗОШ І-ІІІ ступенів Романів Г. П., музика вчителя музики Білобожницької ЗОШ І-ІІІ ступенів Ставничої Н. П.